# Четыре дьявола (фильм, 1928)
«Четыре дьявола» (англ. 4 Devils) — фильм Фридриха Вильгельма Мурнау, снятый в 1928 году в Голливуде по рассказу датского писателя Германа Банга. Фильм считается утерянным. Сохранились лишь сценарий, эскизы и фотографии.

## Сюжет
Четверо осиротевших детей, ранее воспитывавшихся старым клоуном, выступают в цирке, показывая потрясающие акробатические трюки: они известны под названием «Четыре дьявола». Один из акробатов снискал особое внимание богатой и красивой женщины, приходившей на их выступления: она оказывает ему различные знаки внимания, и позже он приходит к ней в дом. У них начинается страстный роман, юноша ни о чём, кроме неё, думать не может, и это не идёт на пользу его тренировкам. Одна из «дьяволов», девушка, в него влюблена и, обеспокоенная происходящим, пытается с ним поговорить; когда это ни к чему не приводит, она прокрадывается за ним и узнаёт о его отношениях с богатой дамой. Отчаявшаяся девушка пытается поговорить и с ней, но безрезультатно: даме ни к чему отпускать молодого любовника. Мэрион, казалось, смогла уговорить Чарли порвать со своей пассией; накануне выступления юноша приходит к ней, чтобы попрощаться, но роковая женщина поит его вином, просит прощального поцелуя, и… Чарли остаётся ночевать у своей пассии, а наутро понимает, что проспал: до начала выступления остаются считанные минуты. Едва успев прибежать вовремя, он появляется на арене, но его ужасное самочувствие мешает ему успешно выполнить трюк: он падает, но когда Мэрион успевает схватить его за руку, она не может долго его удержать и они оба разбиваются.

## Судьба фильма
На премьере фильма 2 июля 1928 года среди публики были розданы анкеты. 49 заполненных анкет, которые сохранились после смерти Мурнау и хранятся в Берлинском музее кино, содержат комментарии, касающиеся не только героев фильма и актеров, но и концовки фильма. Мурнау был вынужден прислушаться к мнению зрителей и изменить финал фильма на «хэппи-энд».
Через несколько месяцев после выхода фильма на экран студия Fox решила сделать звуковой вариант; Мурнау был против, но это не повлияло на решение руководства студии. Озвученная версия отличалась и концовкой: каким-то образом упала только Мэрион, и то после падения она выжила. Эта версия была на 3 минуты дольше немой: 100 минут вместо 97. Сам Мурнау остался очень недоволен переработкой.
Фильм не сохранился; по свидетельству историка кино и коллекционера Уильяма К. Эверсона, единственная уцелевшая копия была утеряна актрисой Мэри Дункан, которая взяла её со студии.
В 2003 году был снят «фильм о фильме» «Murnau’s 4 Devils: Traces of a Lost Film». Это попытка реконструировать фильм с помощью уцелевших фотографий с места съёмок (естественно, ракурс был совсем не тот, который предполагался для фильма), набросков художника и сценария.